# Asa Amone
Aasaeli Amone (Nukualofa, 5 de mayo de 1961) es un ex–jugador tongano de rugby que se desempeñaba como apertura.

## Selección nacional
Fue convocado a las Ikale Tahi por primera vez en mayo de 1987 para enfrentar a los Dragones rojos y disputó su último partido en mayo de 1988 ante los Flying Fijians. En total jugó cinco partidos y marcó 12 puntos.

### Participaciones en Copas del Mundo
Solo disputó una Copa del Mundo: Nueva Zelanda 1987 donde las Ikale Tahi fueron eliminados en fase de grupos, luego de ser derrotadas por los Canucks 37 a 4, por Gales 29 a 16 y por el XV del Trébol 32 a 9. Amone jugó estos dos últimos partidos y anotó 12 puntos.
| Mundial                       | Sede          | Resultado    | PJ | Tries |
| ----------------------------- | ------------- | ------------ | -- | ----- |
| Copa Mundial de Rugby de 1987 | Nueva Zelanda | Primera fase | 2  | 0     |